# まにきゅあ団
まにきゅあ団は、日本のテクノポップ音楽ユニットである。通称「ま団」。

## 概要
当時ナムコに勤務していた細江慎治が団長となり、同社所属のサウンドクリエイター佐宗綾子、佐野信義、佐々木宏人をメンバーに親交のあった江幡育子（maimai）をボーカルに迎え結成。バックスタッフに相原隆行が関わる。ライブでは毎回佐々木と佐野によるコント「ササえもん」が行われる。
同人サウンドレーベルのトルバドールレコードからCDが発売され、コミックマーケットでの頒布を中心に一部原楽器扱いでインディーズ流通もされていたが、1997年にポニーキャニオン（サイトロン・レーベル）からメジャーアルバムが発売された。その後はしばらく休止状態だったが2009年に「まにきゅあ団を偲ぶ会」というライブを開催し一夜限りで復活。過去にはフジテレビ『HEY!HEY!HEY! MUSIC CHAMP』に出演。

## 作品

### シングル
- マニキュア団　1993年冬コミュ

　　マニキュア団のテーマ

### アルバム
- ラジヲまにきゅあ1374kHz　1994年

1. いつもないリクエスト /
2. レーダーマン
3. 機械の王国
4. まにきゅあ団のテーマ
5. フォーマットライフ
6. お姫様の悪戯
7. 残酷ロマンス
8. ジャングルジムから降りられない
9. ぷあぷあ (3rdライブ)
10. 機械の王国 (3rdライブ)
11. まにきゅあ団のテーマ (3rdライブ)

- みんなのまにきゅあ　1995年

1. コンピューターおばあちゃん
2. いっぱいのこれから
3. パパをたずねて三千里
4. いもむし
5. こぶたのゴルビー
6. いじめないで?淋しいくらげ?
7. やまのて
8. カラフル・コックローチ
9. 3倍頑張るファーファ
10. ぷあぷあ
11. 忘れない
12. 夏休みの宿題
13. ボーナストラック "特製おまけ"
14. ボーナストラック "特製おまけ" カラフル・コックローチ (カラオケ)
15. ボーナストラック "特製おまけ" やまのて (カラオケ)

- ラジマニ2号　1995年

1. まにきゅあ団 - まにまにすて～しょん
2. Nymphéas - 輪廻
3. 蓬莱 - まにまにすて～しょん
4. 蓬莱 - [Unknown Title]
5. ガネーシア - まにまにすて～しょん
6. ガネーシア - Easy Go
7. サイボーグ花ちゃん (高柳知世加) - まにまにすて～しょん
8. サイボーグ花ちゃん (高柳知世加) - 数学の先生
9. 宇宙刑事『花田秀次』& The生仏〜ズ 喝!! - まにまにすて～しょん
10. 宇宙刑事『花田秀次』& The生仏〜ズ 喝!! - 雄叫びパヤッパーNoMore核
11. 宇宙刑事『花田秀次』& The生仏〜ズ 喝!! - お情け無用NoMore核
12. まにきゅあ団 - まにまにすて～しょん
13. まにきゅあ団 - 機械の王国(live)
14. まにきゅあ団 - まにまにすて～しょん
15. まにきゅあ団 - 明日までの秘密

- ラジマニ3号　1996年

1. まにきゅあ団 - まにまにすて～しょん
2. まにきゅあ団 - CM (超級電脳)
3. Hz (ヘルツ) - まにまにすて～しょん
4. Hz (ヘルツ) - Anphibian
5. まにまにすて～しょん
6. WaterClock - まにまにすて～しょん
7. WaterClock - 夢の飛行船
8. 宇宙刑事『花田秀次』&the生仏～ズ喝!! - まにまにすて～しょん
9. 宇宙刑事『花田秀次』&the生仏～ズ喝!! - 南無阿弥陀仏・度胸花
10. 宇宙刑事『花田秀次』&the生仏～ズ喝!! - 三味線ブルース
11. 宇宙刑事『花田秀次』&the生仏～ズ喝!! - 皆殺し
12. 宇宙刑事『花田秀次』&the生仏～ズ喝!! - 踏切人生
13. まにきゅあ団 - らじまにダイヤル
14. まにきゅあ団 - まにまにすて～しょん
15. まにきゅあ団 - まにきゅあ団 - おさんぽあひるさん
16. まにきゅあ団 - まにきゅあ団 - Dady Complex
17. まにきゅあ団 - まにまにすて～しょん

- ラジマニ4号　1999年

1. まにきゅあ団 - 空飛ぶ船
2. まにきゅあ団 - プープーボーン
3. Tonochitera - まにまにステ〜ション
4. Tonochitera - 女神
5. タケクボマン - まにまにステ〜ション
6. タケクボマン - ストレンジナイト
7. まにきゅあ団 - CM
8. 小林ズンバ - まにまにステ〜ション
9. 小林ズンバ - Escape from the planet
10. 赤川真紀+TODOS - まにまにステ〜ション
11. 赤川真紀+TODOS - カレンダーガール
12. まにきゅあ団 - CM
13. 細江慎治、佐野電磁 - まにまにステ〜ション
14. 佐宗綾子 - まにまにステ〜ション
15. まにきゅあ団 - まにまにステ〜ション

- どきどき♥めもりある　2000年

1. まにきゅあ団のテーマ
2. 真夜中の電波
3. 井の中の蛙
4. パラ・レ・モーション
5. 明日までの秘密
6. おさんぽ・あひるさん
7. Dady Complex
8. 空飛ぶ船
9. ぷーぷーボーン

- 究極のま団
  - 他、複数のオムニバスアルバムに楽曲が収録されている。

### メジャーアルバム
- まにのろぢ〜(PCCB-00290)　1997年

本作品発売時は細江・佐宗・相原がアリカに在籍していたため、クレジットにアリカ社長の西谷亮の名前がある。
01 - 海賊パイレーツ
02 - 砂場ウォーズ
03 - HERO HERO HERO（へろへろヒーロー）
04 - がうがう
05 - おくちはへのじ
06 - 愛しの家電
07 - カオス秋葉原
08 - モンスターマシーン
09 - さかなはさかな
10 - 明日のサル 11 - 39:40 - 機械の王国